# Lac Wabatongushi
 (juin 2022).
Si vous disposez d'ouvrages ou d'articles de référence ou si vous connaissez des sites web de qualité traitant du thème abordé ici, merci de compléter l'article en donnant les références utiles à sa vérifiabilité et en les liant à la section « Notes et références ».
Le lac Wabatongushi est une étendue d'eau située dans le nord de l'Ontario au Canada.

## Géographie
C'est un lac tout en longueur qui mesure 27 kilomètres de long. Il forme deux parties en raison d'un rétrécissement au milieu qui pourrait presque constituer deux lacs séparés. 
La rivière Lochalsh alimente ce lac qui se déverse à son tour vers la rivière Michipicoten qui lui sert d'émissaire jusqu'au Grands Lacs.
Le lac Wabatongushi est entièrement situé à l'intérieur de la Réserve de chasse de la Couronne de Chapleau.